# Loki-Fögrufjöll
Loki-Fögrufjöll (pronuncia: ˈlɔːcɪ-ˈfœɣrʏˌfjœtl̥), chiamato anche Hamarinn (pronuncia: ˈhaːmarɪn̥n̥) o Lokahryggur (pronuncia:ˈlɔːkaˌr̥ɪkkʏr̥)  è un vulcano alto 1573 metri, situato nella regione del Suðurland, nella parte sud-occidentale dell'Islanda.

## Descrizione
Il Loki-Fögrufjöll è un vulcano subglaciale situato all'estremità occidentale della calotta glaciale del Vatnajökull, circondato a nord dal lobo glaciale di Köldukvíslarjökull e a sud da quello di Tungnaárjökull. Dalla sommità si estendono due serie di fessure vulcaniche, quelle di Loki e quella di Fögrufjöll, orientate rispettivamente a nord-est e a sud-ovest. Ha una forma allungata con orientamento nord-sud e emerge dalla calotta glaciale, soprattutto sul suo fianco occidentale privo di ghiaccio.
Pur trovandosi all'interno del sistema vulcanico del Bárðarbunga, non ne fa parte in quanto si tratta di un vulcano a sé stante.
Amministrativamente si trova nell'estremo nord del comune di Ásahreppur, nella regione del Suðurland.

## Eruzioni
L'ultima eruzione confermata risale al 1910, quando il vulcano emise grandi quantitativi di tefra, ma è possibile che ci siano state altre eruzioni subglaciali nel 1986, 1991, 2006, 2008 e 2011.

### L'eruzione del 2011
Il 12 luglio 2011 si è verificata un'eruzione subglaciale del Loki-Fögrufjöll. L'emissione è avvenuta dal lobo glaciale del Köldukvíslarjökull, in un'area che in precedenza non era considerata un'area geotermica. L'onda di piena si è incanalata lungo il fiume Svedja nel bacino idrico Hágöngulón e nel lago Þórisvatn. Il livello dell' Hágöngulón è aumentato durante l'eruzione di 70 centimetri, per effetto dell'inondazione.